# Oswald Kresse
Oswald Kresse (* 8. Dezember 1858 in Kraasa; † 28. Dezember 1928 in München) war ein deutscher Maler und Grafiker des Spätimpressionismus.

## Leben und Werk
Oswald Kresse wurde im thüringischen Kraasa geboren. Er erlernte den Holzschnitt bei Hugo Käseberg und studierte 2 Jahre an der Leipziger Kunstakademie mit dem Schwerpunkt Grafik (vor allem Holzstich). 1884 übersiedelte er nach München, wo er vor allem als Xylograph für Kunstblätter (u. a. für Fliegende Blätter) tätig war. Um 1898 wohnte Kresse in der Lindwurmstr. 75 a. In dieser Zeit schuf er hauptsächlich Illustrationen nach Vorlagen anderer Künstlern, wie z. B. von René Reinicke und Carl von Marr.
Ab 1890 stellte er seine graphischen Werke im Rahmen der Ausstellungen im Münchner Glaspalast aus, nach 1898 auch Zeichnungen. Als Grafiker wurde er von der Kunstkritik gelobt. Er war auch auf Ausstellungen in Berlin, Düsseldorf sowie auf den Weltausstellungen in Paris im Jahr 1900 vertreten. und in St. Louis im Jahr 1904 vertreten. Um 1916 gab er das Holzschneiden auf.
Um 1900 nahm Kresse Malunterricht bei Walter Thor und Moritz Weinholdt und begann damit, sich mit der Ölmalerei intensiv zu beschäftigen. Seine Ölgemälde wurden ab 1904 im Glaspalast ausgestellt. Zu dieser Zeit wohnte er am Kapuzinerplatz 3. Sein Malstil war vor allem von Carl von Marr sowie vom zeitgenössischen Impressionismus stark beeinflusst. Als Motive bevorzugte er die Porträts, die Landschaften sind eher seltener.
Kresse war Mitglied einer Freimaurerloge. Er schuf unter anderem ein Porträt des Logenbruders Gustav Kaleve (1884–1976), eines Flötisten.
Der Künstler arbeitete auch im Auftrag der bayerischen Regierung: am 15./16. April 2016 wurde im Rahmen einer Briefmarken-Auktion ein Vorlagekarton mit einem von Kresse gezeichneten und in Holz geschnittenen 5-Pf-Probedruck in schwarz angeboten.
Die Ausdruckstänzerin und Schauspielerin Lisa Kresse war Oswald Kresses Tochter.

## Auszeichnungen
- 1904: Goldene Medaille, Internationale Kunstausstellung im Münchener Glaspalast
- 1904: Silberne Medaille, Weltausstellung St. Louis[8]
- 1912: Goldene Medaille, Internationale Kunstausstellung im Münchener Glaspalast

## Werk (Auswahl)
Werke in öffentlichen Institutionen und Sammlungen
- Rathaus in Blumenthal bei Bremen: Bildnisse der Kaiser Wilhelm I., Friedrich III. und Wilhelm II.
- Römerinstitut in München: Bildnisse des Prinzregenten Luitpold und des Königs Ludwig II. von Bayern
- Museum Schloss Bernburg: Frauenporträt[9]

Andere Werke
- Selbstporträt
- Nach der Schule
- Die Naive
- Alpspitze
- Pustertal im Südtirol
- Im Grünen
- Tanzpoem
- Ihr letzter Tanz
- Porträt Gustav Kaleve, um 1925
- Porträt eines Dirndls mit Gebetbuch (1918)
- Bäuerinnen nach dem Kirchgang
- Haidehof in der Niederlausitz